# Golden (百科)
Golden是一个结合了wiki式百科和数据库的在线知识数据库。2017年，Golden 创始人Jude Gomila在美国加州福尼亚州的旧金山创办了这家公司。Golden设计的第一个付费产品是Golden研究引擎（the Golden Research Engine），为帮助企业或机构组织了解和利用其行业的最新趋势。 Golden自融资以来获得了众多基金公司的支持，比如Andreessen Horowitz、DCVC、Harpoon Ventures、Gigafund等。该公司在2020年9月30日的A轮融资中筹集了1450万美元，这使得其总估值目前已达到1950万美元。

## 创办来源
2016年，创始人Jude Gomila出售了Heyzap，并开始思考未来能做哪些创造社会价值的事情。在这个过程中，Jude发现自己在做兴趣研究时，现有的人类知识缺乏组织，而且这种情况在新兴技术、新创业公司和创意想法中更为明显。人们一般会通过Google、Wikipedia、Bing、DuckDuckGo、Quora、StackExchange、Github 等渠道搜寻信息，但将网络信息需要结合主题的学术论文、纪录片、视频、播客、延伸阅读、指南和元数据等形式汇总。
当下也有较好的技术条件，如人工智能系统、全自动和无监督的语言编写系统、所见即所得的编辑器、廉价的云存储/处理、自动拼写/语法检查技术、图形数据库，以及像Github的协作系统，为建立Golden提供了很好的技术资源。

## 功能介绍

### 知识库
Golden正在使用机器简化人们收集信息和交流知识的过程，并依此来智能构建世界上第一个自建知识库。

### 研究引擎
作为Golden的第一个付费产品，研究引擎结合了知识库中数百万实体、一般无法查询的异类实体类型和非常细小变化的提醒来随时了解知识的动态变化，并且能够对用户所发现的任何知识空隙进行半自动化的协助研究。该研究引擎可以通过Web界面、API或与传统CRM集成使用。

### AI提取工具
Golden 中的表格可以借助AI 提取工具内容填充。当编辑者将 URL 粘贴到 Golden 中的一个“魔术单元格”（即标有魔杖图标的单元格）中时，提取工具将自动从该 URL 中提取关键信息，例如文章的标题和作者、摘要以及更多相关信息，节省编辑者人工填充内容的操作成本。

## 融资过程
| 融资时间      | 融资金额   | 投资方 | 估值金额   |
| ------------- | ---------- | --- | ---------- |
| 2017年9月13日 | 未知       | SV Angel | 未知       |
| 2019年5月1日  | 500万美元  | SV Angel、 Sumon Sadhu、Mike Einziger、Liquid 2 Venture、Lee Linden、Josh Buckkley、John R. Adler、James Tamplin、James Smith | 未知       |
| 2020年9月30日 | 1450万美元 | Vela Partners、Socii Capital、Harpoon、Gigafund、DCVC、Andreesson Horowitz                                                    | 1950万美元 |